# إيجاد (أسطورة)
إيجاد (بالإنجليزية: legad)‏ الرب الذي أحضر النور في ميثولوجيا جزر بیلیو. وبجلب النور تأكد له أن البشر سوف يستيقظون في الصباح بدلا من أن يناموا كل اليوم.